# Neolucanus sarrauti
Neolucanus sarrauti is een keversoort uit de familie vliegende herten (Lucanidae). De wetenschappelijke naam van de soort is voor het eerst geldig gepubliceerd in 1912 door Houlbert.